# Slottsparken, Malmö
För andra betydelser, se Slottsparken.
Slottsparken är en park i Malmö.
Slottsparken anlades 1897 till 1900 i ett område som tidigare varit sankmark. Kanalen skiljer slottsparken från Malmöhus slott. Den innehåller två dammar och ett kärr, men även bokskogspartier och öppna gräsytor. I ena hörnet ligger Malmö stadsbibliotek.
Tre gångbroar överbryggar kanalen till Mölleplatsen, Slottsträdgården och Kungsparken. Mölleplatsen är ofta säte för konserter, såsom Folkfesten och Rocktåget.

## Slottsparken

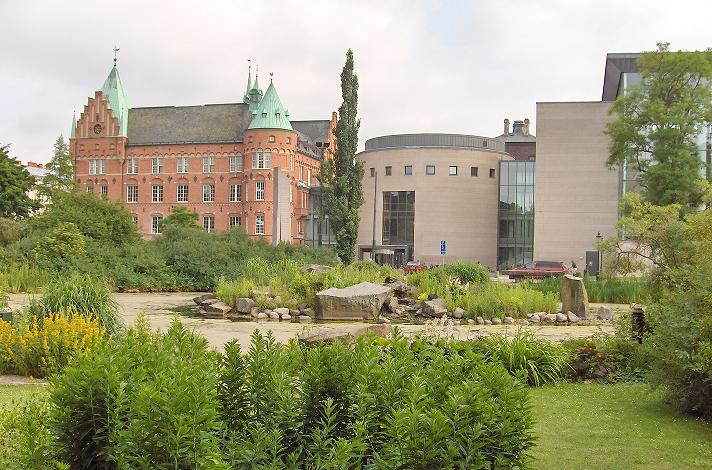
Stadsbiblioteket med lilla dammen i förgrunden.

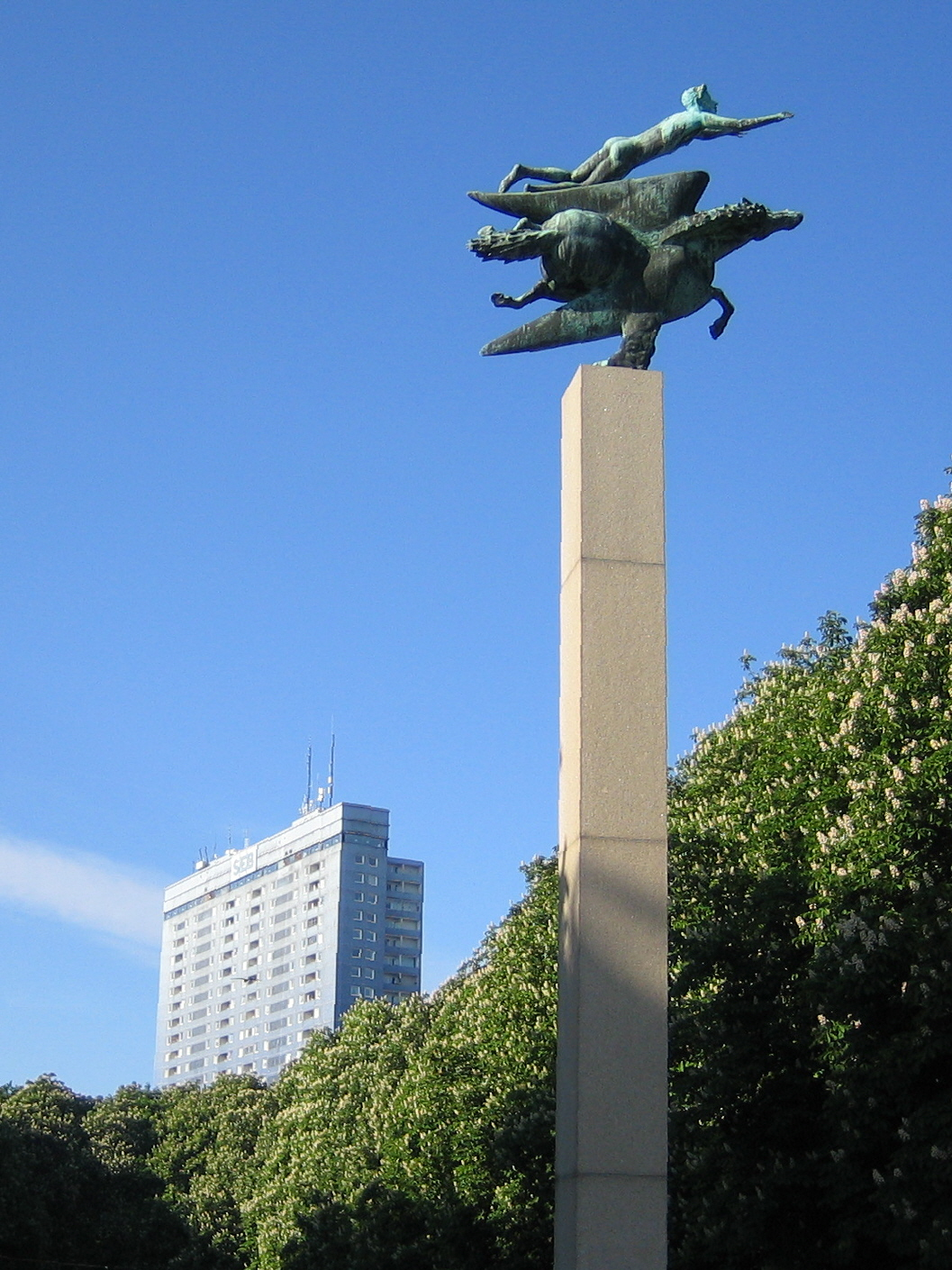
Människan och Pegasus av Carl Milles. Skyskrapan Kronprinsen syns i bakgrunden.

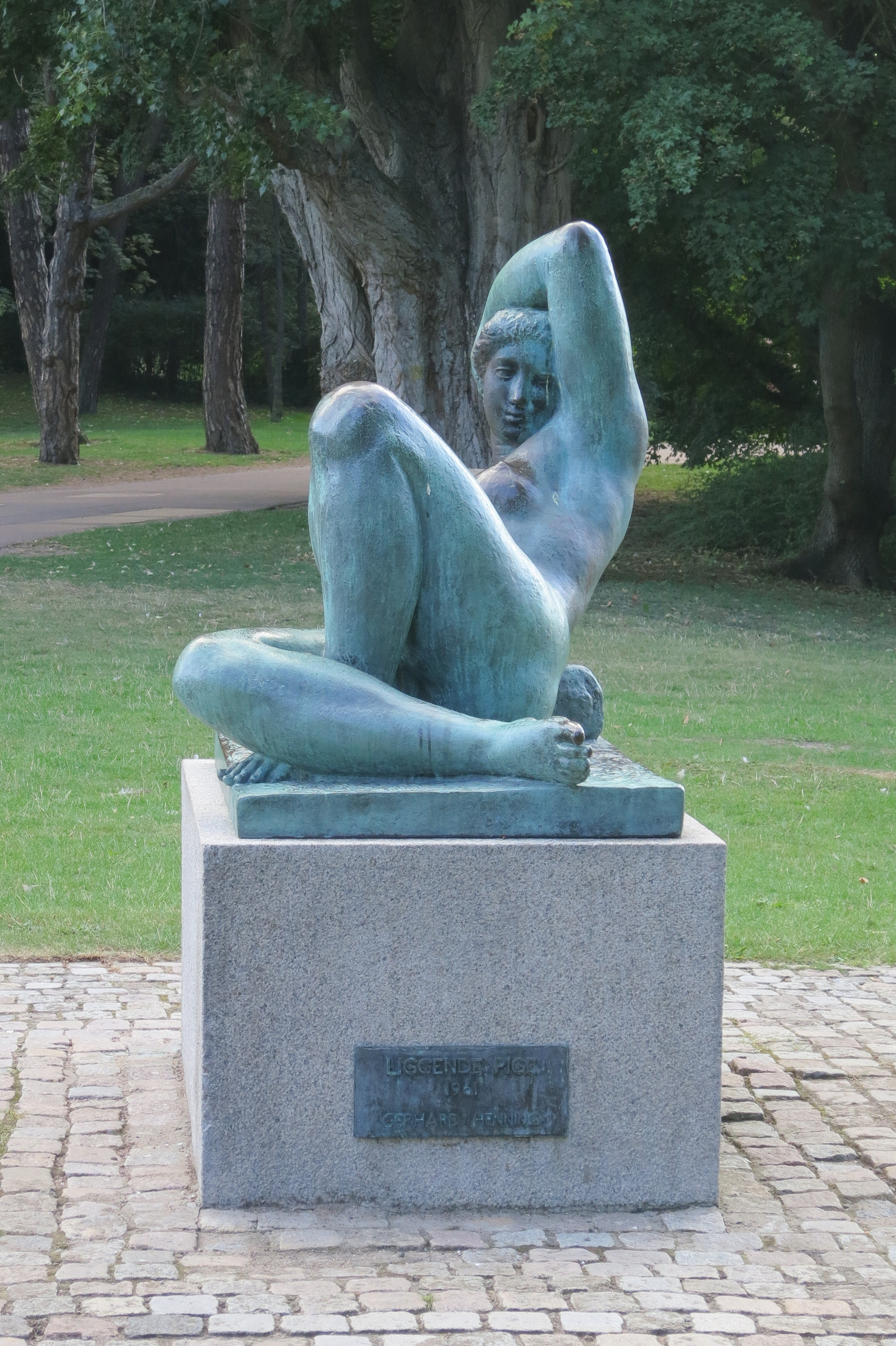
Liggende pige av Gerhard Henning.

Innan Slottsparken skapades var platsen militärt övningsområde för Kronprinsens husarregemente. Man ville skapa ett stort sammanhängande grönområde på den överblivna marken. 1896 anordnades Nordiska industri- och slöjdutställningen i Malmö och i samband med utställningen gjorde man en mindre plantering utmed Fersens väg. Efter utställningen beslutades att all gammal militärmark skulle omvandlas till parkområde. Man vände sig till danske landskapsarkitekten Edvard Glæsel.
Glæsels förslag var att omvandla den sumpiga militärmarken till en park för alla åldrar och samhällsklasser, inspirerad av den amerikanske landskapsarkitekten Frederick Law Olmsted. Arbetet med slottsparken påbörjades 1897 och parken öppnades år 1900. Slottsparken har en total yta på 21 hektar omfattande stora skogspartier och öppna gräsytor, kälkbackar, utkiksplatser och en mängd sittplatser.
I parkens centrala del vid den större dammen står sedan 1950 statyn ”Människan och Pegasus”, skapad av Carl Milles, vilken ska symbolisera den fria tanken. Utmed kanalen finner man statyn ”Liggende pige” skapad av den svenske konstnären Gerhard Henning.
Parkens hjärta är Lördagsplanen som än idag utnyttjas till konserter och andra arrangemang. Den har en yta på 2500 kvadratmeter i en vacker gräsmiljö och är en lämplig plats för stora fester. 1985-1987 höll parken på att rasa ned i kanalen. Man var tvungen att lägga om alla slänter och förse dem med nya räcken. Kärret var också i behov av upprustning. 1988 återskapades den lilla japanska trädgården, som anlagts av stadsträdgårdsmästare Birger Myllenberg.
Även Lilla dammen var i behov av en upprustning under 1980-talet. Miljön blev allt sämre. En renovering och förnyelse genomfördes 1991-1992 inspirerad av klippträdgårdar (”rockeries”), som ofta var delar av det tidiga 1900-talets stadsparker. Sten, växter och vatten i nya kombinationer blev därför grundtanken i det koncept som utarbetades med hjälp av konstnären Helge Lundström. En liten vitblommande trädgård och många ovanliga perenner har också tillförts anläggningen. Under vintrarna utsmyckas lilla dammen med fina ljusdekorationer.
År 1985 byggdes Kommendantbron i tre spann över parkkanalen mellan Slottsparken och Kungsparken. I Slottsparken finns även stadsbiblioteket som består av tre byggnader och återinvigdes 1997. Strax intill biblioteket ligger en mycket modern lekplats baserad på sagovärlden. Den bygger på föreställningen om det ljusa och det mörka i sagans värld – och innehåller sagovärldar med olika stämningar. Man ska tydligt märka när man går från den ena världen till den andra.

## Gamla observatoriet
På ön i Fågeldammen öppnades i december 1911 ett litet observatorium. Detta tillkom på initiativ av amatörastronomen Lars Björkegren som erhöll kommunalt bidrag till detta mot att observatoriet hölls öppet för allmänheten med fri entré. Observatoriehuset var åttkantigt med en diameter på 3,5 meter och en rund kupol. I detta var uppställt en astronomisk kikare med 15 cm objektivöppning och 2,7 meters brännvidd. Observatoriet blev en mycket uppskattad attraktion för både vuxna och skolungdomar. Björkegren erhöll dock anställning i Stockholm, varvid han erbjöd staden att köpa observatoriet för 2.500 kronor, trots att hans omkostnader för detta uppgått till 4.340 kronor. Björkegrens framställan till stadsfullmäktige avslogs i mars 1916, varefter observatoriet såldes till Danmark och nedmonterades i september samma år.